# Palaeaspilates rufaria
Palaeaspilates rufaria là một loài bướm đêm trong họ Geometridae.